# Marco Ulpio Traiano (padre)
Marco Ulpio Traiano (latino: Marcus Ulpius Traianus; Italica, 30 circa – 100 circa) è stato un generale romano, padre dell'imperatore Traiano.

## Biografia

### Origini familiari
Traiano era un membro della Gens Ulpia, proveniva dalla Hispania ma aveva origini romane. Sua madre non è nota, tuttavia è risaputo che i suoi antenati paterni migrarono dall'Italia verso Italica, centro abitato situato nella provincia romana della Spagna Betica (vicino all'attuale, Siviglia, in Spagna). La sorella di Traiano era Ulpia Traiana, che sarebbe poi diventata la madre del pretore Publio Aelio Adriano Afro.
Traiano sposò una donna romana chiamata Marcia dalla quale ebbe due figli: una femmina chiamata Ulpia Marciana e un maschio, il futuro imperatore Traiano. Fu nonno materno di Salonina Matidia, zio materno del sopra citato Afro e zio paterno dell'imperatore che succedette a suo figlio, Adriano.

### Carriera politica
Traiano fu il primo membro della sua famiglia ad entrare nel senato. Fu Quindecemvir sacris faciundis. Prima del 67, egli comandò una legione sotto il generale romano Gneo Domizio Corbulone. Sotto Vespasiano (che era governatore romano della Giudea), Traiano fu legatus legionis della legio X Fretensis durante la prima guerra giudaica tra il 67 e il 70, dove si rese protagonista nel corso dell'assedio di Iafa. In questo periodo, entrò nelle grazie del futuro imperatore. Nel 70, dato i suoi successi, Vespasiano assegnò a Traiano il governatorato di una provincia romana, a noi sconosciuta (forse la Cappadocia, portando con sé la XII Fulminata), e un consolato suffectus (nel 70 oppure nel 72).
Durante gli anni successivi, si adoperò come governatore romano della Spagna Betica, della Siria (73-78) sotto il cui comando disponeva di ben quattro legioni (III Gallica, IV Scythica, VI Ferrata e XVI Flavia), e quindi proconsole d'Asia (79), mentre tra il 79 e l'80 governò una provincia sconosciuta dell'Africa romana. Durante il suo periodo in Siria, Traiano riuscì a impedire un'invasione dei Parti.

### Morte e lascito
Traiano visse i suoi ultimi anni nell'onore e nella gloria, e probabilmente riuscì a vedere suo figlio diventare imperatore. Nel 113, Traiano fu divinizzato da suo figlio con il titolo di divus Traianus pater.